# Andrei Cornea
Andrei Sebastian Cornea, né le 10 novembre 1999 à Vatra Dornei, est un rameur roumain.

## Carrière
Andrei Cornea commence l'aviron au club sportif Nicu Gane à Fălticeni. En 2017, Il participe aux championnat du monde junior sur le huit roumain. L'année suivante, il est embarqué en quatre de pointe aux championnat du monde U23. 
Dans la catégorie senior, il représente la Roumanie pour la première fois au Championnat d'Europe 2020 dans l'épreuve du quatre de pointe, et retrouvera cette catégorie lors des championnats continentaux suivants. Son âge lui permet de participer encore aux championnat du monde U23 2021 en quatre de couple.
Lors du Championnat d'Europe 2022, il barre le deux de couple avec Cristian-Ionut Cojocaru sans parvenir à atteindre la finale A. La même embarcation se présente aux Championnats du monde 2022 avec un résultat plutôt décevant (cinquième de la finale C).
Aux Championnats du monde 2023 à Belgrade, le quatre sans barreur (Mihai Chiruta, Ioan Prundeanu, Marian Florian Enache) passe en demi-finale la ligne d'arrivée en quatrième position et s'imposera dans la finale B de classement.
Aux Championnats d'Europe 2024 à Szeged, il forme pour la première fois une équipe avec Marian Enache en deux de couple où il remporte le titre européen. La même année, ils participent aux Jeux Olympiques de Paris où ils remportent la médaille d'or dans l'épreuve du deux de couple devant l'équipage néerlandais.

## Palmarès

### Jeux olympiques
- Jeux olympiques de 2024 à Paris :
  -  médaille d'or en deux de couple

### Championnats d'Europe
- Championnats d'Europe 2024 à Szeged :
  -  médaille d'or en deux de couple